# Johnius amblycephalus
Johnius amblycephalus és una espècie de peix de la família dels esciènids i de l'ordre dels perciformes present a Austràlia, Bangladesh, Brunei, Cambodja, la Xina (incloent-hi Hong Kong), el Timor Oriental, l'Índia, Indonèsia, l'Iran, Malàisia, Myanmar, el Pakistan, Papua Nova Guinea, les Filipines, Singapur, Sri Lanka, Taiwan, Tailàndia i el Vietnam.
És inofensiu per als humans.
Els mascles poden assolir 25 cm de longitud total.
És un peix de clima tropical i demersal que viu fins als 40 m de fondària.